# Брук Григорій Якович
Григорій (Гірша) Якович Брук (івр. צבי ברוק Цві Брук 1869, Чернігів — 1922, Берлін) — єврейський громадський та політичний діяч, активіст спочатку анти-сіоніського, а пізніше сіоніського руху, лікар.

## Біографія
Народився у 1869 році у Чернігові в заможній родині. Його батько був шляховим інженером.
У 1887 році Гірша Брук закінчив Чернігівську гімназію, в якій навчався з 1874 року. Збирався їхати до османської Палестини, але батьки умовили його відмовитися від цієї ідеї. Він вступив на медичний факультет Київського університету і в 1893 році закінчив його. Мав медичну практику в Гомелі, а з початку XX століття у Вітебську .

### Сіонізм

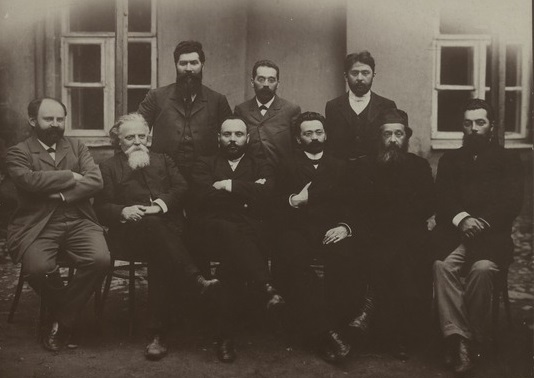
Учасники І-го конгресу сіоністів Росії у Мінську, 1902. Справа ліворуч, стоять: Цві Брук, Симон Розенбаум, Володимир Тьомкін, сидять: Цві Бєлковський, рабин Шмуель Яаков Рабінович (з міста Сопоцкін), Ієхіель Членов, Менахем Усишкін, Ізраїль Ясиновський, Isaac Leib Goldberg.

Брук був гарячим прихильником сіоністської ідеї, він виступав на чотирьох сіоністських конгресах на початку століття, організовував з'їзди сіоністів у Російській імперії. На 2-му сіоністському конгресі його було обрано до Комітету з нагляду за порядком. Брук був одним із десяти євреїв з Російської імперії, обраних у Постійний комітет 3-го Сіоністського конгресу (1899). На цьому конгресі його було обрано до Генеральної ради Всесвітньої сіоністської організації. У 1902 році він був керівником підготовки та учасником 1-го Всеросійського сіоністського з'їзду в Мінську. У 1905 році був одним із творців Союзу для досягнення повноправності єврейського народу в Росії. З 1901 по 1906 обіймав посаду громадського (або казенного) рабина Вітебська (обирається посада для представництва громади до урядових установ). Згодом, мабуть, тимчасово вийшов із Сіоністської організації Росії, проте не відмовившись від сіоністських ідеалів. Причиною була незгода Г. Брука з панівною думкою, що сіоністи повинні виступати як самостійна партія з усіх питань внутрішнього і зовнішнього єврейського життя. Коли він, повернувся до організації невідомо.

### У Державній Думі
З 1905 - член партії кадетів. У лютому - березні 1906 року - редактор газети "Вітебське життя", що видавалася присяжним повіреним Феліксом Држевінським. В 1906 він був обраний депутатом 1-ї Державної думи від Вітебська.
10 липня 1906 року у Виборзі підписав «Виборзьке звернення» і був засуджений за ст. 129, ч. 1, п. п. 51 та 3 Кримінального Уложення до 3 місяців в'язниці та позбавлений права балотуватися на будь-які виборні посади. Позбавлений також посади громадського рабина. Покарання відбував у Петербурзькій в'язниці «Хрести», водночас і в одному корпусі з В. Набоковим. Про умови в «Хрестах» Набоков у листах до дружини повідомляв:
|  | До речі, мені сьогодні помилково принесли обід Брука: він вегетаріанець. Манна каша на молоці та цвітна капуста о-гратен. Я був дуже задоволений, але дивувався. Потім виявилося, що я з'їв його обід... Він мого, звичайно, не міг з'їсти. |

### Член Великого сходу народів Росії
Наприкінці 1914 року у Вітебську А. Колюбакін, проїжджаючи на фронт, створив вітебську ложу ВВНР. Установче засідання ложі відбулося на квартирі О. Волковича на Соборній вулиці. Волкович, як і Брук, був депутатом першої Державної думи, який підписав Виборзьке звернення. За даними Г. Брук був членом ложі з її заснування. У 1915 чи 1916 роках у справах ложі до Вітебська приїжджав О. Керенський, адвокат, член IV Державної Думи, пізніше голова Тимчасового уряду. З літа 1916 Керенський обіймав посаду Генерального секретаря Верховної ради Великого сходу народів Росії.
Ця ложа у Вітебську функціонувала аж до 1916 року.

### Еміграція до Палестини
У 1920 емігрував до Палестини. В 1921 він був обраний делегатом від землі Ізраїлю на 12-му Сіоністському Конгресі. У 1922 році виїхав на лікування до Берліна, де й помер після невдалої операції. Похований на цвинтарі Вейсензеї. За спогадами Брайніна, портрет доктора Брука прикрашав будинок Єгуди Пена в 1920-ті роки, вже після смерті сіоністського лідера.
Вулиця у Тель-Авіві носить його ім'я.

## Сім'я
- Брат - Авраам (Абрам) Брук (1866-кінець 1940-х) після війни[1] був директором очної лікарні в Гомелі.
- Сестра - Софія (Сара) (1880-1980[12]), офтальмологиня, одружена з відомим хірургом А. Бірштейном (1865-31.08.1922), їх сини - зоолог Я. Бірштейн (1911-1970) спеціаліст з ракоподібних, професор МДУ, та художник М. Бірштейн (1914-2000). За дорученням брата Григорія Софія 2 вересня 1907 р. з Лієпая (Латвія) на пароплаві Москва супроводжувала в США групу єврейських емігрантів[1].
- Сестра - Люба (офіційне ім'я, можливо інше) емігрувала до Палестини до більшовицького перевороту[13], одружена з великим інженером Касселем, один синів Яків начальник порту в Хайфі в 1940-х.
- Брат - Павло, голова банку в Харкові, емігрував до Парижа[1].
- Брат - Наум пропав безвісти під час евакуації в 1941 р., відстав від поїзда[14].